# فيليب سميث
فيليب سميث (بالإنجليزية: Philip Smith)‏ هو سياسي بريطاني، ولد في 7 نوفمبر 1967 في المملكة المتحدة. حزبياً، نشط في حزب ألستر الوحدوي. في 2016 Northern Ireland Assembly election ‏، انتخب Member of the 5th Northern Ireland Assembly ‏ عن دائرة Strangford (Assembly constituency) ‏ وقد انضم خلال فترته النيابية ‏ (7 مايو 2016 – 26 يناير 2017) للكتلة البرلمانية حزب ألستر الوحدوي.